# Desejo sexual

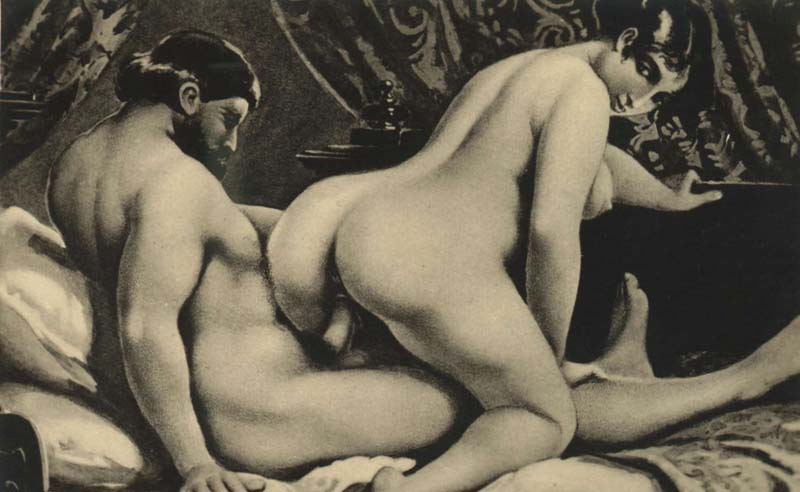
Ilustrações para les Sonnets luxurieux (1892) de Pietro Aretino

Desejo sexual é uma emoção e um estado motivacional caracterizado por um interesse em objetos ou atividades sexuais, ou por um impulso para procurar objetos sexuais ou se envolver em atividades sexuais. É um aspecto da sexualidade, que varia significativamente de uma pessoa para outra e também flutua dependendo das circunstâncias.
Pode ser o evento sexual mais comum na vida humana. No entanto, nem todas as pessoas experimentam desejo sexual; aqueles que não fazem podem ser rotulados de assexuais
O desejo sexual é um estado de sentimento subjetivo que pode ser desencadeado por sinais internos e externos e pode ou não resultar em comportamento sexual explícito. O desejo pode ser despertado através da imaginação e fantasias sexuais, ou pela percepção de um indivíduo que se considera atraente. Também é criado e amplificado através da tensão sexual, que é causada pelo desejo sexual que ainda não foi concretizado. As manifestações físicas do desejo sexual em humanos incluem lamber, sugar, protrusão da língua e franzir e tocar os lábios.
O desejo pode ser espontâneo ou responsivo, positivo ou negativo, e pode variar em intensidade ao longo de um espectro.